# Bell 206
Модел 206 на Bell Helicopter Textron (известен накратко като Bell 206) е лек еднодвигателен газотурбинен хеликоптер. Това е един от най-популярните модели хеликоптери, който се намира на въоръжение в над 40 страни и се експлоатира от стотици цивилни оператори.

## Bell 206 в България
Шест хеликоптера Bell 206B-3 са на въоръжение във ВВС на Република България от 1999 г. Използват се основно за обучение на млади пилоти на хеликоптери.